# Курська митрополія
Ку́рська митрополія — митрополія Російської православної церкви, утворена в межах Курської області. Включає Курську, Желєзногорську і Щигровську єпархії. Утворена 26 липня 2012 року постановою Священного синоду РПЦ

## Митрополити
- Герман (Моралін) (з 26 липня 2012 року)

## Єпархія

### Желєзногорська єпархія
Територія: Дмитрієвський, Желєзногорський, Конишевський, Льговський, Фатезький і Хомутовський райони Курської області.
Правлячий архієрей — єпископ Желєзногорський та Льговський Паїсій (Юрков) .

### Курська єпархія
Територія: Біловський, Глушковський, Золотухинський, Кореневський, Курський, Курчатовський, Медвенський, Обоянський, Октябрський, Понировський, Рильський і Суджанський райони Курської області.
Правлячий архієрей — митрополит Курський і Рильський Герман (Моралін).

### Щигровська єпархія
Територія: Горшеченський, Касторенський, Мантуровський, Пристенський, Совєтський, Солнцевський, Тимський, Черемисиновський і Щигровський райони Курської області.
Правлячий архієрей — єпископ Щигровський і Мантуровський Феогност (Ільницький).